# جانلوکا تستا
جانلوکا تِستا (ایتالیایی: Gianluca Testa؛ زادهٔ ۲ مارس ۱۹۸۲) بازیگر اهل ایتالیا است.
از فیلم‌ها یا سریال‌های تلویزیونی که وی در آن نقش داشته‌است، می‌توان به برون‌رفت: یک روایت شخصی، کمیسر رکس و افسران پلیس اشاره کرد.